# Gonneville-Le Theil

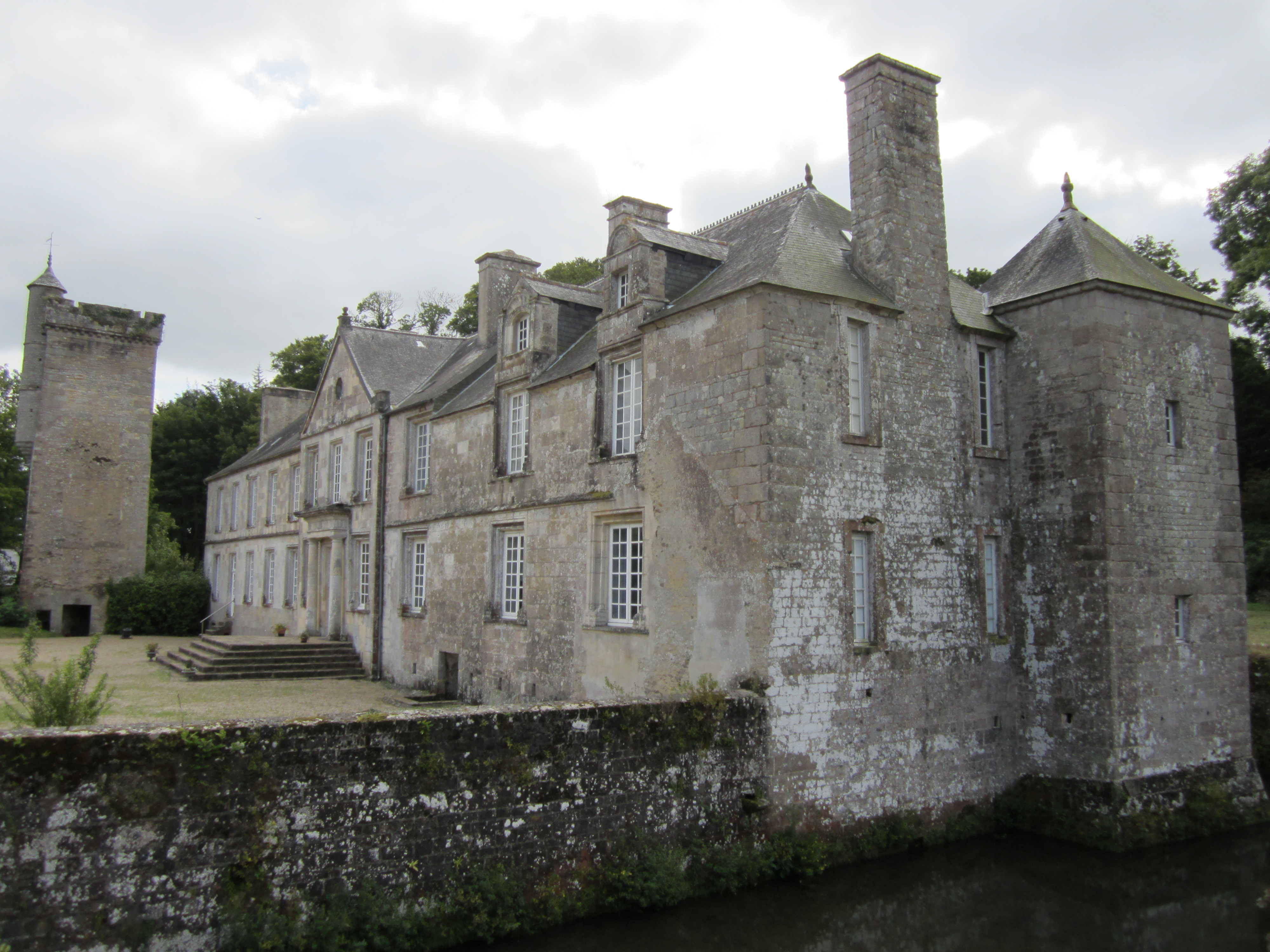
Chateaux de Gonneville

Gonneville-Le Theil ist eine französische Gemeinde mit 1.504 Einwohnern (Stand 1. Januar 2022) im Département Manche in der Region Normandie. Sie gehört zum Arrondissement Cherbourg und zum Kanton Val-de-Saire.
Sie entstand mit Wirkung vom 1. Januar 2016 als Commune nouvelle durch die Zusammenlegung der ehemaligen Gemeinden Gonneville und Le Theil, die in der neuen Gemeinde den Status einer Commune déléguée haben. Der Verwaltungssitz befindet sich im Ort Gonneville.

## Gliederung
| Ortsteil                     | ehemaliger INSEE-Code | Fläche (km²) | Einwohnerzahl zum 1. Januar 2018 |
| ---------------------------- | --------------------- | ------------ | -------------------------------- |
| Gonneville (Verwaltungssitz) | 50209                 | 15,36        | 879                              |
| Le Theil                     | 50595                 | 13,81        | 653                              |

## Lage
Gonneville-Le Theil liegt rund zehn Kilometer östlich von Cherbourg-en-Cotentin. Die Luftlinienentfernung bis zur Küste des Ärmelkanals beträgt etwa vier Kilometer. An der nördlichen Gemeindegrenze liegt der Flughafen Cherbourg-Maupertus.

## Sehenswürdigkeiten
- Das Schloss von Gonneville, erbaut im 14. Jahrhundert, erneuert im 18. Jahrhundert, seit 1972 ein Monument historique
- Kirche Saint-Martin, erbaut im 14./15. Jahrhundert, erneuert im 18. Jahrhundert
- Kirche Sainte-Marguerite, erbaut im 12. Jahrhundert